# 达斯米纳斯河
达斯米纳斯河（葡萄牙語：Rio das Minas）是巴西西部地区阿克里州的一条河流，其注入茹魯阿河。